# 3650 Kunming
3650 Kunming eller 1978 UO2 är en asteroid i huvudbältet som upptäcktes den 30 oktober 1978 av Purple Mountain-observatoriet i Nanjing, Kina. Den är uppkallad efter den kinesiska staden Kunming.
Asteroiden har en diameter på ungefär 26 kilometer.